# Килиј (Арђеш)
Килиј (рум. Chilii) насеље је у Румунији у округу Арђеш у општини Миоареле. Oпштина се налази на надморској висини од 897 m.

## Становништво
Према подацима из 2002. године у насељу је живело 116 становника, од којих су сви румунске националности.